# John McEntire

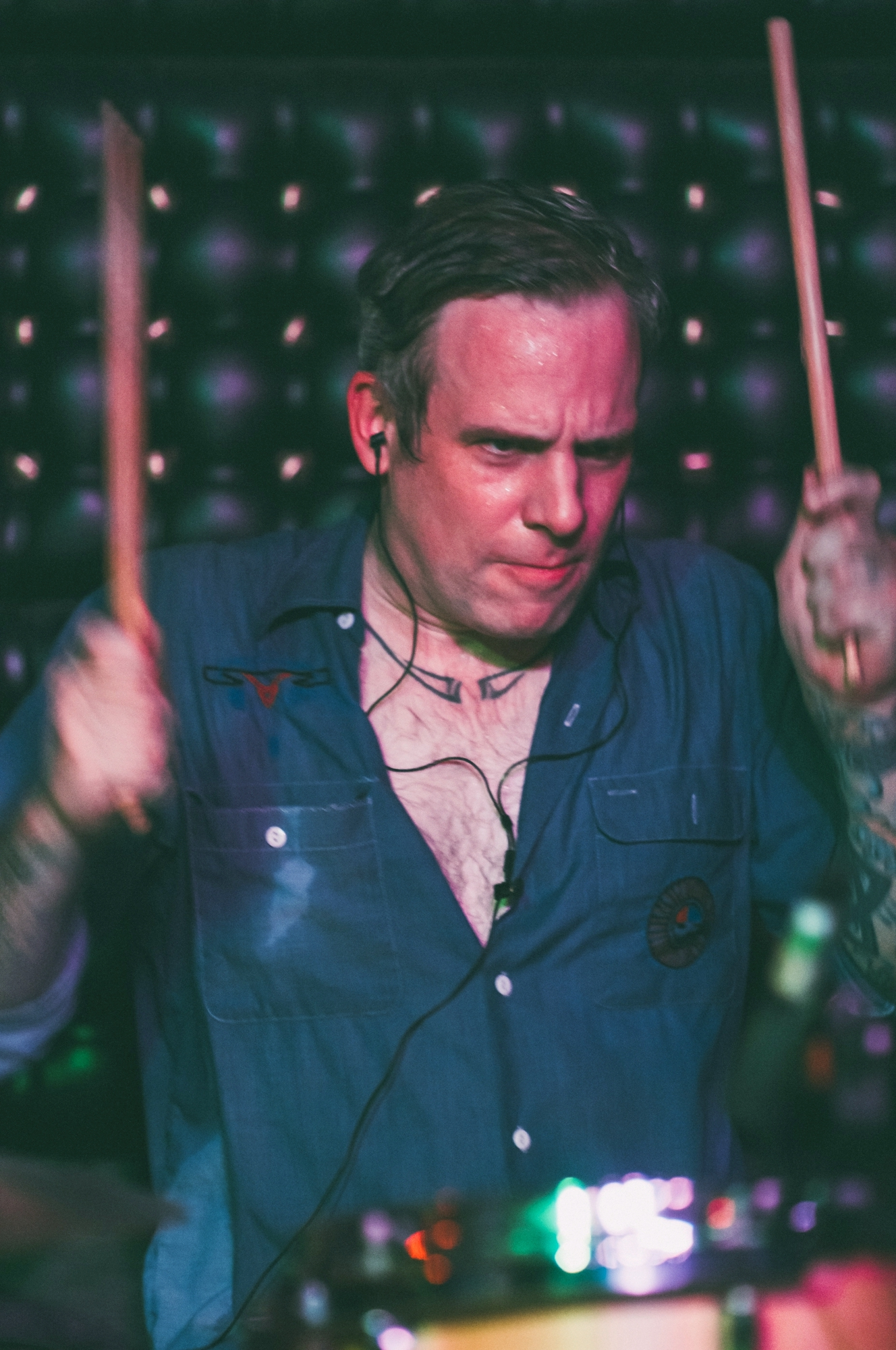
John McEntire, 2012

John McEntire (* 8. April 1970 in Portland, Oregon) ist ein US-amerikanischer Schlagzeuger, Multi-Instrumentalist und Musikproduzent. Er war bzw. ist unter anderem Mitglied der Bands Tortoise, Gastr del Sol, The Sea and Cake und Bastro, die allesamt dem Post-Rock zugerechnet werden. McEntire lebt derzeit in Chicago, Illinois und besitzt dort das Soma Electronic Music Studio.

## Karriere
McEntire begann mit zehn Jahren, Schlagzeug zu spielen. Er studierte später Perkussionsinstrumente sowie Musiktechnologie am Oberlin College in Ohio. 1988 trat er seiner ersten Band namens My Dad Is Dead bei, die er jedoch ein Jahr später verließ, um Mitglied bei Bastro zu werden. Nachdem er zusammen mit David Grubbs nach Chicago umgezogen war und einige Positionswechsel stattgefunden hatten, wurde die Band in Gastr del Sol umbenannt. Nebenbei gründete er 1989 die Band Tortoise (zunächst unter dem Namen Mosquito), der er sich zunehmend widmete, als Gastr del Sol vornehmlich zum Projekt von Grubbs und Jim O’Rourke wurde. 1993 gründete McEntire zusammen mit Archer Prewitt, Eric Claridge und Sam Prekop die Band The Sea and Cake.
McEntire spielte bei vielen Aufnahmen befreundeter Musiker wie Prewitt, Prekop, Grubbs oder O’Rourke mit. Außerdem arbeitete er mit zahlreichen Bands als Toningenieur, Mischer oder Produzent. Dazu zählen Bright Eyes, The Ex, Smog, Eleventh Dream Day, Stereolab, The For Carnation, Dianogah, The Fiery Furnaces und Trans Am. Bevor er sein eigenes Studio gründete, arbeitete er mit Brian Deck (von der Band Red Red Meat) in den mittlerweile geschlossenen Idful-Studios. Gemeinsam mit Deck rief McEntire 1998 das Clava-Studio ins Leben.